# Kărciovsko, Kărdjali
Kărciovsko (în bulgară Кърчовско) este un sat în comuna Kirkovo, regiunea Kărdjali,  Bulgaria. 

## Demografie
Componența etnică a satului Kărciovsko
     Turci (98,87%)
     Nicio identificare (1,12%)
     Altele (0%)
La recensământul din 2011, populația satului Kărciovsko era de 178 locuitori. Din punct de vedere etnic, majoritatea locuitorilor (98,87%) erau turci. Pentru 1,12% din locuitori nu este cunoscută apartenența etnică.